# Кравец, Антон Филиппович
Антон Филиппович Кравец (1922 — ?) — командир авиационного звена Украинского управления гражданской авиации Министерства гражданской авиации СССР, г. Одесса, Герой Социалистического Труда (15.08.1966).

## Биография
Родился 27.04.1922 в селе Данилова Балка, там же получил среднее образование.
Окончил авиационную школу пилотов (1942) и до 1947 г. находился на военной службе.
С 1949 г. — пилот гражданской авиации: второй пилот, командир экипажа По-2. С 1956 г. — в Одесском авиаотряде Аэрофлота: командир экипажа, командир звена. Летал на Ан-2.
Работал на подкормке и опрыскивании колхозных полей. Новатор в области авиационно-химической борьбы с вредителями сахарной свеклы.
Герой Социалистического Труда (15.08.1966) — за достижения по применению авиации в народном хозяйстве.
В 1967 г. переучился на новый реактивный пассажирский самолёт Як-40. Заместитель командира
авиационной эскадрильи, выполнял пассажирские перевозки из аэропорта Жуляны по маршруту Киев — Измаил.
С 1982 г. персональный пенсионер союзного значения. Жил в Одессе.